# Cantón de Sarre-Union
El cantón de Sarre-Union era una división administrativa francesa, que estaba situada en el departamento de Bajo Rin y la región de Alsacia.

## Composición
El cantón estaba formado por veinte comunas:
- Altwiller
- Bissert
- Butten
- Dehlingen
- Diedendorf
- Domfessel
- Harskirchen
- Herbitzheim
- Hinsingen
- Keskastel
- Lorentzen
- Oermingen
- Ratzwiller
- Rimsdorf
- Sarre-Union
- Sarrewerden
- Schopperten
- Siltzheim
- Vœllerdingen
- Wolfskirchen

## Supresión del cantón de Sarre-Union
En aplicación del Decreto nº 2014-185 de 18 de febrero de 2014, el cantón de Sarre-Union fue suprimido el 22 de marzo de 2015 y sus 20 comunas pasaron a formar parte del nuevo cantón de Ingwiller.